# المجلس الأعلى لشؤون التعليم والطلاب (مصر)
المجلس الأعلى لشؤون التعليم والطلاب هو مجلس حكومي مصري. يشكل برئاسة الوزير المختص بالتعليم العالي أو من ينيبه وعضوية نواب رؤساء الجامعات لشؤون التعليم والطلاب وأمين المجلس الأعلى للجامعات، ويختص برسم السياسة العامة للدراسة والتعليم وقبول الطلاب والخدمات الطلابية والأنشطة الثقافية والرياضية والاجتماعية في مرحلة البكالوريوس والليسانس وتحقيق التعاون والتنسيق بين مجالس التعليم والطلاب بالجامعات وتقييم نظم الدراسة والامتحان والخدمات الطلابية وشؤون الطلاب في هذه المرحلة.